# Polycelis elegans
Polycelis elegans is een platworm (Platyhelminthes). De worm is tweeslachtig. De soort leeft in of nabij zoet water.
Het geslacht Polycelis behoort tot de familie Planariidae. Sommige auteurs betwijfelen de positie van deze soort in die familie. Roman Kenk plaatst de soort in zijn index van 1974 in de familie Geoplanidae ("Terricola"). In dat geval zou de soort niet in het geslacht Polycelis thuishoren. De wetenschappelijke naam van de soort werd voor het eerst geldig gepubliceerd in 1850 door Karl Moritz Diesing.